# Hòn Lô Cốc
Hòn Lô Cốc là hòn đảo nhỏ ven bờ thuộc quần đảo Bà Lụa. Đảo là núi đá vôi, có diện tích rộng khoảng 11,0 ha, cách bờ biển Kiên Lương chỉ có 180 m. Đảo có các loài sinh vật đặc hữu khu vực, như thu hải đường Ba Tai (Begonia bataiensis). Đã từng có ghi nhận trên hòn đảo nhỏ bé này có loài voọc bạc Đông Dương.
Đây là đảo không người ở, các vùng nước gần đảo được ngư dân thuê của nhà nước để nuôi sò lông. Năm 2013, chính quyền tỉnh Kiên Giang đã ra lệnh cấm khai thác tài nguyên khoáng sản, vật liệu 97 địa điểm trong tỉnh, trong đó có Hòn Lô Cốc.

### Sách và tài liệu
- Anh Động (2010). Sổ tay địa danh Kiên Giang. Nhà xuất bản Đại học quốc gia Hà Nội. ISBN 9786046202912.
- Nhiều tác giả (2010). Giới thiệu núi đá vôi Kiên Giang (PDF). Nhà xuất bản Nông nghiệp.
- Lưu Văn Tâm, Đinh Quế Dương, Trương Nhân Đạo, Hoàng Chiến Thắng, Phan Thùy Mai, Nguyễn Văn Thành, Nguyễn Tuấn Giang. Chủ biên: Bùi Minh Tuân (2016). "BÁO CÁO QUY HOẠCH THĂM DÒ, KHAI THÁC VÀ SỬ DỤNG KHOÁNG SẢN TỈNH KIÊN GIANG GIAI ĐOẠN 2016 - 2020, TẦM NHÌN ĐẾN NĂM 2030 (Báo cáo đã được chỉnh sửa theo Nghị quyết số 56/2016/NQ-HĐND ngày 19/12/2016 của Hội đồng Nhân dân tỉnh Kiên Giang)" (Tài liệu). UỶ BAN NHÂN DÂN TỈNH KIÊN GIANG, SỞ TÀI NGUYÊN VÀ MÔI TRƯỜNG KIÊN GIANG.{{Chú thích tài liệu}}:  Quản lý CS1: nhiều tên: danh sách tác giả (liên kết)